# Бойко, Анатолий Владимирович
Анатолий Владимирович Бойко (рожд. 1939 года, Лохвица) — советский и украинский учёный, специалист по оптимальному проектированию турбомашин.

## Биография
В 1956 году окончил Гадячскую среднюю школу № 2 Полтавской области с золотой медалью; в 1961 году с отличием окончил Харьковский политехнический институт по специальности «Турбиностроение».
В 1967 года защитил, кандидатскую диссертацию в Харьковском политехническом институте на тему «Исследование работы ступеней паровых турбин с малым втулочным отношением». В период 1968—1969 годов стажировался в США в Канзасском государственном университете. Работал в Харьковском политехническом институте, с 1972 года — на должности проректора по учебной работе и международным связям. В 1983 году защитил в МВТУ имени Баумана докторскую диссертацию на тему «Оптимальное проектирование, разработка и исследование проточной части осевых турбин». С 1984 года — профессор.
С 1985 года по 1999 год — директор отдела промышленности Европейской экономической комиссии ООН. В 2000 году вернулся в Харьковский политехнический институт, где с 2004 по 2017 год заведовал кафедрой турбиностроения.

## Почётные звания и награды
Лауреат Государственной премии Украины в области науки и техники за разработку научных основ газодинамического совершенствования и создание высокоэкономичных и надежных проточных частей паровых турбин мощностью 200—1000 МВт (1992).
Награждён орденом Трудового Красного Знамени (1980), орденом Дружбы Народов (1985), медалью «За доблестный труд» (1970).

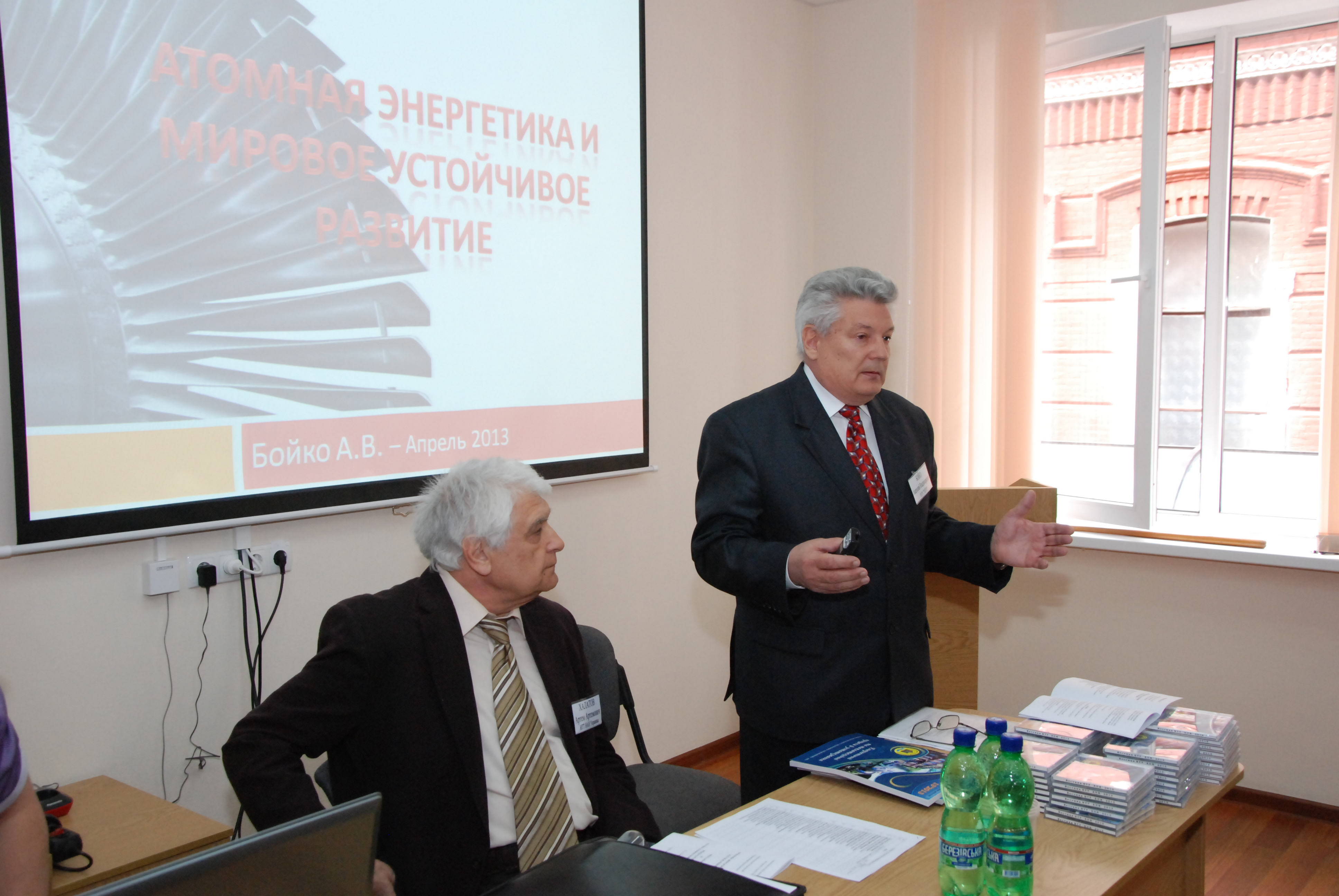
академик А. А. Халатов и А. В. Бойко.

## Научная и административная деятельность
Научные исследования посвящены разработке основных принципов газодинамического совершенствования проточных частей осевых турбин с целью повышения их эффективности и надёжности. К ним относится создание основ теории оптимизации турбомашин; методики оптимального проектирования турбинных профилей; определение оптимального количества ступеней в турбинах; нахождение оптимальных законов закрутки сопловых и рабочих лопаток, как для отдельных ступеней, так и для группы ступеней, включая отсеки и целые цилиндры. Научные работы включают теоретические, вычислительные и экспериментальные исследования профилей, ступеней и отсеков цилиндров высокого, среднего и низкого давлений, которые охватывают почти всё разнообразие ступеней существующих мощных турбин.
На посту проректора по учебной работе и международным связям приоритетным направлением деятельности являлась активизация международного научного сотрудничества ХПИ с вузами и предприятиями зарубежных стран.
В качестве директора Отдела промышленности и технологий Европейской Экономической Комиссии Организации Объединённых Наций распространяет в государствах — членах ЕЭК накопленный позитивный опыт в таких отраслях как машиностроение и автоматизация, химическая промышленность, чёрная металлургия, создание безотходных технологий в машиностроении, альтернативных источников энергии. Разрабатываются и претворяются в жизнь региональные программы «Металлургия и экология», «Химическая промышленность — устойчивое экологическое и экономическое развитие».
Опираясь на проведенные научные исследования коллективом кафедры совместно с ПАТ «Турбоатом» были созданы мощные паровые турбины нового поколения К-220-44-2М, К-330-23,5 и К-540-23, позволившие существенно снизить удельный расход топлива на производство 1 кВт часа электрической энергии.
Профессор Бойко А. В. является автором более 170 статей, 6 патентов, 11 книг, среди которых 6 научных монографий и 4 учебника.
Под руководством Бойко защищено 12 кандидатских и 3 докторских диссертаций.

## Избранная библиография
- Оптимальное проектирование проточной части осевых турбин / А. В. Бойко. — Харьков: Выща школа. Изд-во при Харьк. ун-те, 1982. — 152с.: 56 ил.; 8 табл. — 57 библиогр. назв.
- «Навсегда в моем сердце»: документальный очерк / А. В. Бойко, Н. Ф. Киркач, Е. Л. Ховрин. — Харьков: Прапор, 1986. — 143 с.,[12] л. ил.
- Оптимистическая энергетика от Анатолия Бойко // «Время», 11 июля 2013 года, № 92 (17248), Автор: Елена Зеленина
- Укрощение турбины // Украинская техническая газета, 16 июля 2013 года, № 28 (285), Автор: Елена Зеленина
- «Турбины нового поколения»: Еженедельник «2000», № 42(481), 2009
- «Кафедре турбиностроения — 85»: Газета «Политехник» НТУ «ХПИ», 14 мая 2015 года, № 8 (1451)
- «Optimization of the Axial Turbines Flow Paths» (Boiko Anatoli, Govorushchenko Yuri, Usaty Alexander) / Science Publishing Group, New York, NY 10018, U.S.A., 2016.- 286 p.- ISBN 978-1-940366-67-8